# La Lima, Puebla
La Lima är en ort i Mexiko.   Den ligger i kommunen Tenampulco och delstaten Puebla, i den sydöstra delen av landet, 200 km öster om huvudstaden Mexico City. La Lima ligger 228 meter över havet och antalet invånare är 612.
Terrängen runt La Lima är kuperad åt sydost, men åt nordväst är den platt. Runt La Lima är det ganska tätbefolkat, med 62 invånare per kvadratkilometer. Närmaste större samhälle är Zozocolco de Hidalgo, 17,7 km väster om La Lima. Omgivningarna runt La Lima är huvudsakligen savann.